# Drzewa oliwne z Alpilles w tle

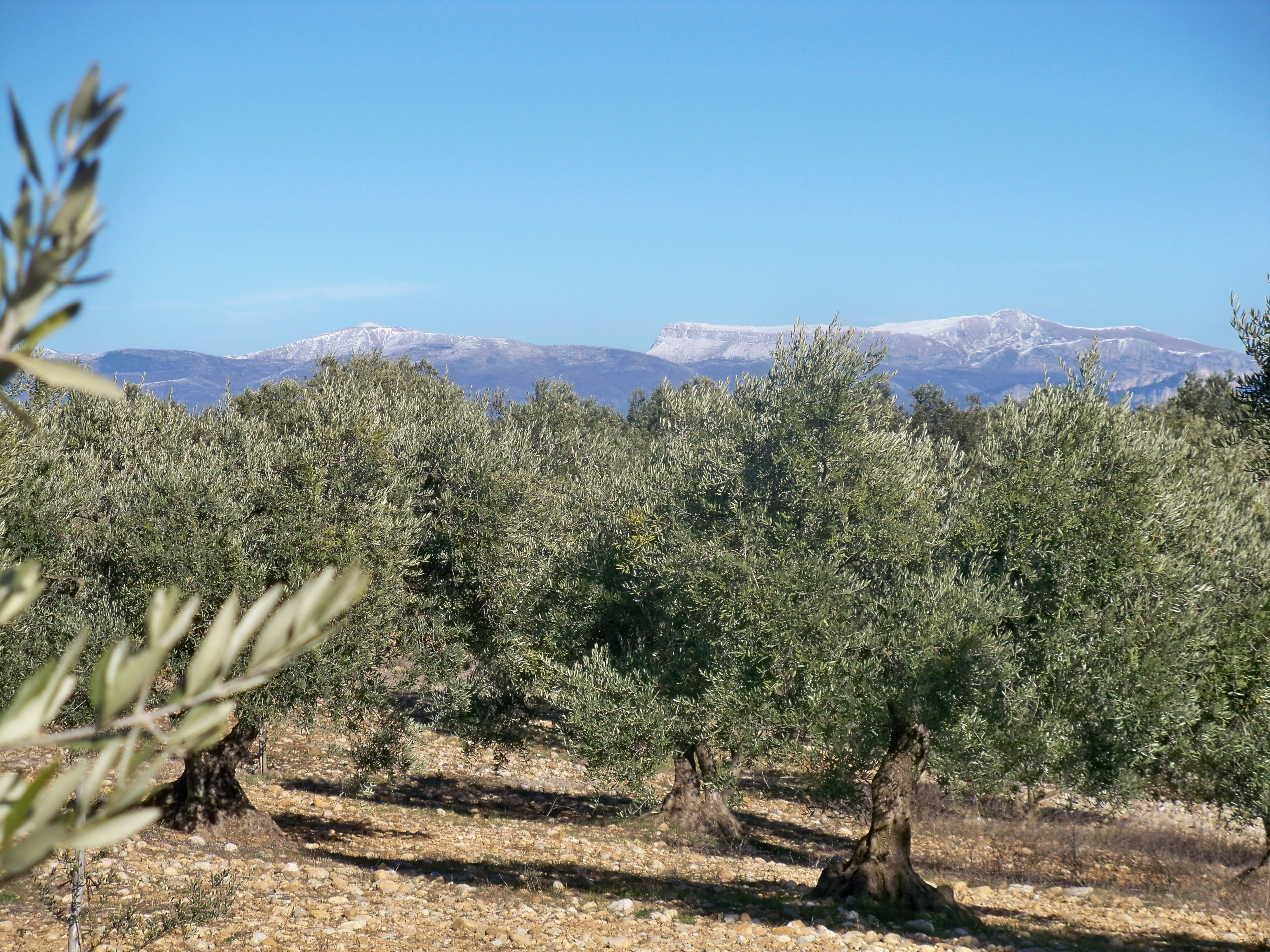
Drzewa oliwne w pejzażu Prowansji. W tle widoczne góry Les Alpilles

Drzewa oliwne z Alpilles w tle (hol. Les Alpilles met olijfbomen op de voorgrond, ang. Olive Trees with the Alpilles in the Background) – obraz olejny (Nr kat.: F 712, JH 1740) namalowany przez Vincenta van Gogha w czerwcu 1889 podczas jego pobytu w miejscowości Saint-Rémy.

## Historia i opis
Saint-Rémy było położone w typowym dla Prowansji krajobrazie, na który składały się drzewa cyprysowe, gaje oliwne oraz skąpa roślinność porastająca okoliczne wzgórza. Tym, co przyciągnęło uwagę van Gogha, była nie tyle malowniczość krajobrazu, co groteskowe kształty roślin i skał; artysta nie musiał przekształcać ich w malarskie impresje, ale brał je takimi, jakimi były – zniekształcone i poskręcane, posiadające te cechy, których poszukiwał on w swojej sztuce. W czasie swych wędrówek odnajdował gotowe motywy. Znalazły się wśród nich wzgórza Alpilles, u podnóża których rosły niezliczone drzewa oliwne i jeden przypadkowy, samotny cyprys, stanowiący śmiały, pionowy akcent wieńczący wzgórza i stanowiący równowagę dla ich wzniesień i spadków. Napotkany motyw stał się tematem jego dwóch obrazów, namalowanych równocześnie.
W liście do brata Theo, napisanym ok. 18 czerwca 1889 artysta stwierdził:
Mam wreszcie pejzaż z oliwkami i również nowe studium gwiaździstej nocy.
Później, kiedy oba obrazy obeschły, wysłał je do brata, do Paryża, opatrując je komentarzem:
Drzewa oliwne z białym obłokiem i górami w tle, jak również wschód księżyca i efekt nocy – to są przejaskrawienia z punktu widzenia układu, linie są wykrzywione, jak te ze starych drzeworytów.
Z listów van Gogha wynika jasno, iż malując Drzewa oliwne z Alpilles w tle stworzył on szczególny, intensywny widok pejzażu południowej Francji czyniąc z niego dziennego towarzysza nocnej wizji, ukazanej na swym słynniejszym obrazie, Gwiaździstej nocy. Czuł, że oba obrazy ukazały, w sposób komplementarny, zasady, które podzielał ze swym kolegą-malarzem Paulem Gauguinem, a które dotyczyły wolności artysty, jeśli chodzi o wykraczanie poza „fotograficzną i bezmyślną doskonałość niektórych malarzy” i intensyfikację doświadczenia koloru i linearnych rytmów.